# 西村屋伝兵衛
西村屋 伝兵衛（にしむらや でんべえ、生没年不詳）とは江戸時代の江戸の地本問屋。

## 来歴
紅屋、梅宿堂と号す。西村氏。正徳から寛政年間にかけて江戸で地本問屋を営業しており、正徳ころには駒込あさか町、後に寛延ころ湯島切通しで商売をしていた。正徳享保ころの一枚絵の中に「絵草紙地本問屋、駒込あさか町、紅屋板元」とあり、また、刊年不明の『御成敗式目』に「江戸画草紙地本九軒問屋占西村屋伝兵衛弟子西村屋与八」とある。一説に大坂の板元で慶安2年（1649年）に『古状揃』によって斬罪に処せられた西村屋伝兵衛の子孫であるという。西村屋与八との関係は未詳である。版行された浮世絵版画には単に「西村屋」と記載されるのみである。奥村政信、2代目鳥居清信、富川房信の丹絵、紅摺絵を出版している。

## 作品
- 奥村政信 「王朝美人と梅に鶯」 大々判 丹絵 正徳ころ
- 奥村政信 「歌カルタ模様衣裳の立美人」 大々判 丹絵 正徳ころ
- 2代目鳥居清信 「山本岩之丞の信田妻」 細判 紅摺絵 延享4年ころ
- 2代目鳥居清信 「三世大谷広次のわしの長吉」 細判 紅摺絵 寛延2年
- 富川房信 「中村富十郎・慶子」 細判 紅摺絵 宝暦ころ
- 富川房信 「瀬川獅子」  細判 紅摺絵 宝暦ころ